# نيون جينيسيس إيفانجيليون: مشروع تدريب أيانامي
نيون جينيسيس إيفانجيليون: مشروع تدريب أيانامي (新世紀エヴァンゲリオン 綾波育成計画 Shin Seiki Evangelion: Ayanami Ikusei Keikaku) هي لعبة محاكاة من غايناكس وبروكولي، ومقتبسة من سلسلة أنمي ومانغا نيون جينيسيس إيفانجيليون. طريقة اللعب مشابهة لتلك الموجودة في سلسلة برنسس ميكر من غايناكس أيضاً. أُصدرت اللعبة على الحواسب الشخصية لـمايكروسوفت ويندوز في 2001، وعلى دريم كاست في السنة التالية.
صنعت لعبة أخرى بنفس النوع على بلاي ستيشن 2 بعنوان نيون جينيسيس إيفانجيليون: مشروع تدريب أيانامي ومشروع إكمال أسكا (新世紀エヴァンゲリオン 綾波育成計画withアスカ補完計画 Shin Seiki Evangelion: Ayanami Ikusei Keikaku with Asuka Hokan Keikaku) في سنة لاحقة. نسخة البلاي ستيشن 2 تحوي مسار أيانامي الأصلي، مع مسار جديد لأسكا يمكن إلغاء قفله. أصدرت نسخة لـنينتندو دي إس منها في 27 أغسطس 2008.

## نظرة عامة
في مشروع تدريب أيانامي، يأخذ اللاعب دور موظف في نيرف تم تعيينه في طوكيو-3 للتو. بعد التقائه بالقائد غيندو إيكاري، يتم تكليفه بالاعتناء بالولد الأول، قائدة إيفانجيليون الغامضة، ريه أيانامي. الأمر متروك للاعب في تقرير جدول أيانامي الأسبوعي، بالموازنة بين التعليم، والعمل في نيرف، ووقت الفراغ. تستمر اللعبة ما يقارب سنة واحدة، وتتضمن أحداث مسلسل الأنمي كاملة، وكذلك الفيلم نهاية إيفانجيليون.

## الشخصيات
تدور قصة مشروع تدريب أيانامي حول تفاعل اللاعب مع ريه
- الملازم هي شخصية اللاعب. يبدو بمظهر شاب طبيعي، في العشرينات من عمره تقريباً، وذو شعر بني قصير. بالرغم من أن غالبية شخصيته تعتمد على قرارات تُتخذ خلال مدة اللعب، مع ذلك يُقدّم كشخص جيد ومسؤول، مع بعض السذاجة. يُعيّن اللاعب من قبل غيندو إيكاري بالاعتناء بريه على مدار سنة واحدة. رتبة اللاعب هي «سانيي» (ملازم) ويشار إليه برتبته عوضاً عن أي اسم يضعه اللاعب خلال اللعبة. إذا ذُكر الاسم بدون «سانيي» في صندوق المحادثة، فإن الاسم لايُذكر. في نسخة البلاي ستيشن 2، يكلف بالعناية بأسكا في مسار أسكا. لديه أخت صغرى، ولهذا السبب يكلف بالعناية بأسكا. بسبب الاختلاف الطفيف في طريقة إشارة الحارس إلى نفسه، يُعتقد أنهما شخصان مختلفان. في اللعبة، اعتماداً على مدى أداء ريه، من المحتمل أن الملازم يرقى إلى نقيب (يحدث ذلك في نفس الوقت الذي ترقى فيه ميساتو إلى رائد. ريما يقام بهذا لسد فجوة الرتب في نيرف وليست ذات تأثير على اللعبة فمثلاً لايزال اللاعب مشاراً إليه بسانيي).
- ريه أيانامي هي قائدة إيفانجيليون الوحدة-00. يقال أن عمرها 14 سنة. بسبب لون بشرتها الشاحب ونقص مشاعرها تجاه الناس، فهي جادة جداً في عملها، محددة ذلك كهدفها الوحيد في الحياة. خلال اللعبة، عادة ما يتغير سلوك وشخصية ريه ومختلفة بعض الشيء عن شخصيتها في الأنمي. عدد من النتائج المتعلقة بمستقبلها معقولة أيضاً، بما فيها العلاقات العاطفية، وحتى الزواج، باللاعب.

شخصيات أخرى في نيون جينيسيس إيفانجيليون تظهر في اللعبة بدرجات مختلفة:
- غيندو إيكاري هو قائد نيرف، والشخص الوحيد في البداية التي تظهر له ريه بعض المشاعر. مخوف وبلا رحمة، تعهد بمهمة تدمير الملائكة الذين يهاجمون طوكيو-3 دورياً، بأي ثمن. يستلم الملازم راتبه (20000 ¥، 40000 مع أسكا) مباشرة من القائد.
- ريتسكو أكاغي هي أعلى علماء نيرف، وأول من يلتقي الملازم في اللعبة. عادة ما تقدم تقريراً عن حالة ريه، خاصة خلال الزيارات إلى نيرف.
- ميساتو كاتسراغي هي قائدة العمليات في نيرف، ومخططة معظم المعارك. يبدو أنها والملازم يعرفان بعضهما، حيث أنها لا تظهر أي تردد في إعطائه المهمات الصعبة أو تطلب من أن يعطيها بعض المال.
- شينجي إيكاري هو الولد الثالث وقائد إيفانجيليون الوحدة-01، وكذلك ابن غيندو. شينجي فتى خجول وانطوائي يضمر استياء كبيراً تجاه والده. في الجهة المقابلة، فعلاقته مع الملازم جيدة ويتبادلان الملاحظات أحياناً. وهو أحد الاحتمالات العاطفية مع ريه.
- أسكا لانغلي سوريو هي الولد الثاني وقائدة إيفانجيليون الوحدة-02. ألمانية جزئياً. أسكا فتاة عنيدة جداً ومتنمرة بعض الشيء. في ملحق اللعبة للبلاي ستيشن 2، إذا مر اللاعب بمشاهد محددة يُلغى القفل عن مسار أسكا. في هذا المسار، يكون اللاعب حارس أسكا بدلاً من ريه.
- هيكاري هوراكي هي ممثلة صف ريه في المدرسة. مثل الشخصيات الأخرى، فهي تشير إلى اللاعب برتبته. تلعب هيكاري دوراً أكبر في مسار أسكا حيث أنها صديقتها المقربة.
- توجي سوزوهارا أحد أصدقاء شينجي في المدرسة. لديه أخت صغرى تعالج في مستشفى نيرف وعادة ما يزورها. توجي مؤدب في تعامله مع الملازم، لكنه عدواني للغاية تجاه أسكا.
- كنسكي أيدا هو أحد أصدقاء شينجي، ويشار إليه مع توجي وشينجي بالأضحوكات الثلاثة (ثلاثي سان-باكا). معجب بالجيش، يستعمل العديد من المصطلحات العسكرية عند التحدث مع اللاعب.
- مايا إيبوكي هي إحدى تقنيي نيرف. تظهر مألوفة بالنسبة لشخصية اللاعب، غالباً ما تشتكي من العمل. متى ما أظهرت ريه مشاعر عاطفية تجاه الملازم، تظهر مايا بعض مشاعر الانصدام والرعب (ربما بسبب فارق العمر الكبير). إذا كان اللاعب حارس أسكا، تتلاعب أسكا بابتهاج بالملازم الغافل وتلمح على أنها في علاقة جنسية معه، الأمر الذي (مما لا يثير الدهشة) يرعب مايا.

## الاستقبال
باعب اللعبة 8998 نسخة في الأسبوع الأول لإصدارها.

## وصلات خارجية
- الموقع الرسمي
 (باليابانية)
- نقد @ أنمفرنج.كوم
- نقد @ زدكونّكشن
- مجموعة صور مشروع تدريب أيانامي